# Protostyela longicauda
Protostyela longicauda is een zakpijpensoort uit de familie van de Styelidae. De wetenschappelijke naam van de soort is voor het eerst geldig gepubliceerd in 1995 door Monniot, Vazquez, White.